# Río Vazhinka
Vazhinka (del ruso: Ва́жинка) es un río situado entre los distritos de Prionezhsky y Pryazhinsky de la República de Carelia y en el distrito de Podporozhsky del óblast de Leningrado, Rusia. Afluente derecho del río Svir. En su desembocadura se encuentra el asentamiento de tipo urbano de Vazhiny. Tiene una longitud de 123 kilómetros y la superficie de su cuenca es de 2.200 kilómetros cuadrados. El principal afluente del Vazhinka es el Muzhala (izquierda).
El nacimiento del Vazhinka se encuentra en la parte occidental del distrito de Prionezhsky. El río fluye hacia el sur, entra en el distrito de Pryazhinsky, acepta el Tuksha por la derecha y entra en la provincia de Leningrado. En la República de Carelia, el valle del Vazhinka está casi despoblado, a excepción de los pueblos Verkhniye Vazhiny y Kashkany. Además, gira hacia el este, vuelve a girar hacia el sur y acepta el Chelma por la izquierda, cerca de su desembocadura.
La cuenca de drenaje del Vazhinka incluye el sur del distrito de Pryazhinsky, el noroeste del distrito de Podporozhsky y áreas menores en el oeste del distrito de Prionezhsky. Un gran lago en la zona, el lago Vachozero, se encuentra en la cuenca de drenaje del Vazhinka.